# Grammitis nudipes
Grammitis nudipes là một loài dương xỉ trong họ Polypodiaceae. Loài này được Copel. F. Seym. mô tả khoa học đầu tiên năm 1975.